# Blitzkarren
Der Blitzkarren war ein offenes Lastendreirad mit einem Rad vorn und zwei Rädern hinten. Es wurde im Jahr 1924 als erstes Serienfahrzeug der Bremer Kühlerfabrik Borgward & Co. GmbH produziert, ursprünglich nur für den Eigenbedarf im innerbetrieblichen Transport. Der Betrieb in Sebaldsbrück, einer Siedlung im Teilort Hemelingen von Bremen, fertigte überwiegend Kühler und Kotflügel für die Hansa-Lloyd-Werke, die Borgward zwischen 1929 und 1931 zusammen mit seinem Teilhaber Wilhelm Tecklenborg übernahm. Carl Borgwards Kühlerfabrik firmierte später unter Goliath-Werke Borgward & Co. GmbH.

## Entstehungsgeschichte
Als sich Konstrukteur Dietrich Klie über den Materialtransport für die Kühlerproduktion mit Handwagen zwischen den Werkshallen beschwerte, konstruierte Borgward im Frühjahr 1924 den Blitzkarren, jedoch nicht nur für den eigenen Betrieb. Borgward hatte im wirtschaftlichen Aufschwung zwischen der Inflationszeit und der Großen Depression eine Marktlücke entdeckt. Händler und Kleingewerbetreibende hatten großen Bedarf an erschwinglichen motorisierten Lastenkarren, die führerscheinfrei legal zu fahren waren. 980 Reichsmark (entspricht heute etwa 4.400 EUR) kostete ein Blitzkarren. 1929 stammte ein Viertel der zugelassenen Nutzfahrzeuge aus der Bremer Produktion. Carl Borgward hatte die Aufteilung des Blitzkarrens als Frontlader mit Pritsche vor dem Fahrersitz patentieren lassen. Die Patente wurden in Deutschland am 20. Juni 1925 und in England am 11. März 1926 erteilt.  

## Technik
Der Blitzkarren hatte einen 120-cm³-Zweitakt-Motorradmotor neben der Pritsche, der über einen Keilriemen das linke Hinterrad antrieb. Der Motor leistete 2,2 PS (1,6 kW). Eine Kupplung, Gangschaltung und einen Anlasser gab es nicht. Das Fahrzeug wurde angeschoben und zum Anhalten „abgewürgt“, was trotz des offenen Führerstands im Heck und der geringen Nutzlast von 250 kg auch auf ebener Straße unbequem und unkomfortabel war. Das einzelne Vorderrad war in eine Motorradgabel montiert, die vom Heck aus gelenkt wurde. Die Motoren lieferte anfangs DKW, später die ILO-Motorenwerke.

## Vom Blitzkarren zum Goliath
Zu Beginn der Produktion baute Borgward täglich sechs bis acht Blitzkarren. Der Verkauf erwies sich allerdings als schwierig, weil es noch kein Händlernetz gab. Carl F. W. Borgward unternahm deshalb selbst Demonstrationsfahrten, konnte aber nur fünf Vertretungen für das Gefährt finden. Bei einer solchen Fahrt Anfang März 1925 kam die Verbindung zu dem finanzstarken Wilhelm Tecklenborg zustande, der sich bald als Teilhaber bei Borgward engagierte. Im gleichen Jahr entstand ein Nachfolgemodell des inzwischen von der Deutschen Reichspost eingesetzten und weiterhin angebotenen Blitzkarrens, ebenfalls ein Frontlader, aber mit zwei Rädern vorn und einem motorradähnlichen Heck. Als Namen für den kleinen Transporter schlug Dietrich Klie „Liliput“ vor, fand aber keine Zustimmung. Ein Paradoxon schien richtig, nämlich „Goliath“. Der kleine „Goliath“ – laut Tecklenborg „ein Riese in seinen Leistungen“ – hatte einen ILO-Motor mit wahlweise 200 oder 250 cm³ Hubraum und eine Dreiradbremse.